# Liga Mistrzów AFC 2008
Liga Mistrzów AFC 2008- 27 rozgrywki tego typu. Finały odbył się 5 i 12 listopada 2008 roku w którym to Gamba Osaka dwukrotnie pokonała zespół Adelaide United (w pierwszym meczu 3 - 0, w rewanżu 2 - 0).

## Drużyny

### Azja Zachodnia
- Kuwejt: 
  - Al Kuwait Kaifan (Mistrz Kuwejtu)
  - Al Qadisiya (Puchar Emira)
- Syria (2) 
  - Al Karama (Mistrz Syrii i Puchar Syrii)
  - Al-Ittihad Aleppo (Wicemistrz Syrii)
- ZEA:
  - Al Wasl FC (Mistrz ZEA i Puchar ZEA)
  - Al-Wahda (Wicemistrz ZEA)
- Arabia Saudyjska: 
  - Ittihad FC (Mistrz Arabii Saudyjskiej)
  - Al-Ahli Dżudda (Puchar następcy tronu)
- Irak:
  - Arbil FC (Mistrz Iraku)
  - Al Quwa Al Jawiya (Wicemistrz Iraku)
- Katar: 
  - Al Sadd (Mistrz Kataru i Puchar Emira)
  - Al Gharrafa (Wicemistrz Kataru)

### Azja Wschodnia
- Korea Południowa: 
  - Pohang Steelers (Mistrz KP)
  - Chunnam Dragons (Puchar KP)
- Chińska Republika Ludowa:
  - Changchun Yatai (Mistrz ChRL)
  - Beijing Guo’an (Wicemistrz ChRL)
- Japonia:
  - Kashima Antlers (Mistrz Japonii)
  - Gamba Osaka (Finalista Pucharu Cesarza)
  - Urawa Reds Diamonds (Obrońca tytułu, Wicemistrz Japonii i Puchar Cesarza, startuje od ćwierćfinału)

### Azja Centralna
- Uzbekistan:
  - FC Pakhtakor (Mistrz Uzbekistanu)
  - PFC Kuruvchi (Wicemistrz Uzbekistanu)
- Iran:
  - Saipa F.C. (Mistrz Iranu)
  - Sepahan (Puchar Hazfi)

### ASEAN
- Tajlandia:
  - Chonburi FC (Mistrz Tajlandii)
  - Krung Thai Bank FC (Wicemistrz Tajlandii)
- Wietnam:
  - Bình Dương F.C. (Mistrz Wietnamu)
  - Nam Định F.C. (Puchar Wietnamu)
- Australia: 
  - Melbourne Victory (Mistrz Australii)
  - Adelaide United (Wicemistrz Australii)

## Dni meczów
- Runda Grupowa: 12 marca, 19 marca, 9 kwietnia, 23 kwietnia, 7 maja, 21 maja
- Ćwierćfinały: 17 września, 24 września
- Półfinały: 8 października, 22 października
- Finały: 5 listopada, 12 listopada

## Faza grupowa

### Grupa A
| Miejsce | Klub              | Punkty |
| ------- | ----------------- | ------ |
| 1       | PFC Kuruvchi      | 13     |
| 2       | Ittihad FC        | 9      |
| 3       | Sepahan Isfahan   | 7      |
| 4       | Al-Ittihad Aleppo | 6      |

### Grupa B
| Miejsce | Klub              | Punkty |
| ------- | ----------------- | ------ |
| 1       | Saipa F.C.        | 12     |
| 2       | Al Quwa Al Jawiya | 8      |
| 3       | Al Wasl FC        | 7      |
| 4       | Al Kuwait Kaifan  | 5      |

### Grupa C
| Miejsce | Klub           | Punkty |
| ------- | -------------- | ------ |
| 1       | Al Karama      | 11     |
| 2       | Al-Wahda       | 9      |
| 3       | Al Sadd        | 6      |
| 4       | Al-Ahli Dżudda | 4      |

### Grupa D
| Miejsce | Klub         | Punkty |
| ------- | ------------ | ------ |
| 1       | Al Qadisiya  | 11     |
| 2       | FC Pakhtakor | 11     |
| 3       | Arbil FC     | 8      |
| 4       | Al Gharrafa  | 2      |

### Grupa E
| Miejsce | Klub            | Punkty |
| ------- | --------------- | ------ |
| 1       | Adelaide United | 14     |
| 2       | Changchun Yatai | 12     |
| 3       | Pohang Steelers | 5      |
| 4       | Chonburi FC     | 1      |

### Grupa F
| Miejsce | Klub               | Punkty |
| ------- | ------------------ | ------ |
| 1       | Kashima Antlers    | 15     |
| 2       | Beijing Guo’an     | 12     |
| 3       | Krung Thai Bank FC | 7      |
| 4       | Nam Định F.C.      | 1      |

### Grupa G
| Miejsce | Klub              | Punkty |
| ------- | ----------------- | ------ |
| 1       | Gamba Osaka       | 14     |
| 2       | Melbourne Victory | 7      |
| 3       | Chunnam Dragons   | 6      |
| 4       | Bình Dương F.C.   | 5      |

## Ćwierćfinały
| Drużyna         | Wynik I spotkania | Drużyna             | Wynik rewanżu | Wynik dwumeczu |
| --------------- | ----------------- | ------------------- | ------------- | -------------- |
| Al Karama       | 1:2               | Gamba Osaka         | 0:2           | 1:4            |
| Al Qadisiya     | 3:2               | Urawa Reds Diamonds | 0:2           | 3:4            |
| Saipa F.C.      | 2:2               | PFC Kuruvchi        | 1:5           | 3:7            |
| Kashima Antlers | 1:1               | Adelaide United     | 0:1           | 1:2            |

## Półfinały
| Drużyna         | Wynik I spotkania | Drużyna             | Wynik rewanżu | Wynik dwumeczu |
| --------------- | ----------------- | ------------------- | ------------- | -------------- |
| Gamba Osaka     | 1:1               | Urawa Reds Diamonds | 3:1           | 4:2            |
| Adelaide United | 3:0               | PFC Kuruvchi        | 0:1           | 3:1            |

## Finał
| Drużyna         | Wynik I spotkania | Drużyna     | Wynik rewanżu | Wynik dwumeczu |
| --------------- | ----------------- | ----------- | ------------- | -------------- |
| Adelaide United | 0:3               | GAMBA OSAKA | 0:2           | 0:5            |